# Gerhard Ackermans
Gerhard Ackermans (* 25. Februar 1926 in Mönchengladbach; † 7. November 2011  in Kerken-Aldekerk) war ein deutscher Unternehmer aus Mönchengladbach.

## Leben
Ackermans gründete 1962 mit seinem Schwager Eugen Viehof den Großmarkt Selgross, aus dem später die Allkauf-Warenhäuser hervorgingen. Ende der achtziger Jahre engagierte er sich im Mediensektor. Er kaufte zunächst mehrere Radiosender und den Filmrechteverwerter Medimedia GmbH auf. Später wollte er einen Privatsender gründen, der sich ausschließlich über Werbeeinnahmen tragen sollte. Er war damit Pionier des Teleshoppings in Deutschland. Im Jahre 1986 gründete er die Eureka TV, aus der später die ProSieben Television GmbH hervorgegangen ist. In der Liste der reichsten Deutschen stand er im Jahre 2004 auf Rang 92.
Ackermans war Mitglied der katholischen Studentenverbindung KDStV Ascania Bonn im CV. Er war von 1950 bis 2002 Vorsitzender des Turnvereins Aldekerk. Im Rahmen seiner 70-Jahr-Feier wurde ihm am 25. März 1977 die Verdienstmedaille des Bundesverdienstkreuzes verliehen.
Gerhard Ackermans starb verwitwet und hinterließ vier Töchter. Der Bildhauer und Kunstsammler Heinz Ackermans ist sein Schwiegersohn.